# محمدعلی صفی‌اصفیا
محمدعلی صفی‌اصفیا (۱۲۹۵ – ۲۶ فروردین ۱۳۸۷) استاد دانشگاه و دولت‌مرد دوره پهلوی ایران بود.

## زندگی
او در ۱۲۹۵ در تهران به دنیا آمد. صفی اصفیا جزو چهارمین هیئت دانشجویان اعزامی به اروپا رفت و تحصیلات عالی خود را در پلی‌تکنیک پاریس در رشته مهندسی معدن انجام داد.
پس از بازگشت به ایران در سال ۱۳۱۸ برای تدریس وارد دانشکده فنی دانشگاه تهران شد و تا سال ۱۳۴۷ به عنوان استاد گروه مهندسی معدن در این دانشکده به تدریس ادامه داد.
او از همکاران غلامحسین مصاحب در تألیف دائرةالمعارف فارسی بود.
مدتی در سال‌های ۱۳۴۱ تا ۱۳۴۷ رئیس سازمان برنامه و سپس وزیر مشاور بود. او را تکنوکرات تکنوکرات‌ها خوانده‌اند.
پس از انقلاب دستگیر شد و چند سال زندانی بود. تمام اموال او مصادره شد. مدتی از کشور ممنوع‌الخروج بود ولی در جشن هفتادمین سالگرد تأسیس دانشکده فنی از او به عنوان استاد پیش‌کسوت تجلیل شد.
در ۱۳۷۲ در تشکیل بنیاد علمی زیرک‌زاده شرکت داشت و عضو هیئت امنای این بنیاد بود.
مهندس صفی اصفیا در فروردین ۱۳۸۷ در تهران درگذشت.